# Закшево (гмина, Александровский повет)
Закшево (пол. Zakrzewo) — сельская гмина (волость) в Польше, входит как административная единица в Александрувский повет, Куявско-Поморское воеводство. Население — 3660 человек (на 2004 год).

## Сельские округа
1. Бахожа
2. Генсин
3. Гославице
4. Кобелице
5. Колёня-Бодзановска
6. Кучково
7. Лепше
8. Михалово
9. Серочки
10. Сендзин
11. Сендзин-Колёня
12. Синяжево
13. Синки
14. Уйма-Дужа
15. Воля-Бахорна
16. Закшево
17. Зарембово

## Соседние гмины
1. Гмина Бондково
2. Гмина Домброва-Бискупя
3. Гмина Добре
4. Гмина Конецк
5. Гмина Осенцины